# サランボー
『サランボー』（Salammbô）は、1862年に発表されたギュスターヴ・フロベールの歴史小説。
『ボヴァリー夫人』（1857年）に続く2作目の長編小説で、第一次ポエニ戦争後の古代カルタゴを舞台にしている。「サランボー」はカルタゴの将軍ハミルカル・バルカ（ハンニバルの父親）の娘という設定の女性の名で、この人物はフロベールの創作である。巫女であった彼女は、戦争後に起こった傭兵の反乱において、女神タニットを祀る神殿から奪われた聖布を取り返すよう命じられ、ひとり反乱軍の指導者マトーの天幕を訪れる。彼女は聖布を取り返すが、彼女に恋焦がれるマトーと一夜をともにしたことによって彼女自身もマトーを愛するようになり、反乱の鎮圧後捕えられて儀式の生贄となったマトーの姿を見て煩悶のうちに死ぬ、という筋で、ロマン的な主題ながら写実的な表現技法がとられている。
この題材は『ボヴァリー夫人』に数年間取り組んだことで卑近な題材に飽いたフロベールの、現代から離れた理想的な主題に取り組みたいと願いから選ばれたもので、彼はこの作品を書くためにポリュビオスの『歴史』をはじめとする夥しい量の文献を渉猟し、1858年にはチュニスを実地に訪れ物語の舞台を見学した。1862年にレヴィ書店より出版されると、本作を失敗作とみなし仰々しい文章を難じたサント・ブーヴの書評をはじめとするいくらかの批判に晒されたものの、『レ・ミゼラブル』を出版したばかりのユゴーのほかボードレール、ゴーティエ、ミシュレ、ジョルジュ・サンドなどから賞賛され大衆的にも成功を収めた。宮廷やサロンでは本作がもてはやされ、仮面舞踏会でカルタゴ風の衣装が流行するなど当時のモードにも影響を与えている。後にはムソルグスキーの未完の作品をはじめとする複数のオペラ化の試みのほか映画などの題材にもなった。この内、実現したものにはエルネスト・レイエル(1823 – 1909)のオペラ『サランボー』（1890年初演）がある。他に、フローラン・シュミットの合唱付き組曲もある。

## ギャラリー
サランボーを描いた美術作品。
- アルフォンス・ミュシャ『サランボー』1896年
- ガストン・ビュシエール『サランボー』1907年
- ジャン＝アントワーヌ＝マリー・イドラックの彫像『サランボー』1882年

- アンリ・アドリアン・タヌー『サランボー』1921年
- オーギュスト・ロダン『サランボー』制作年不明
- ジョルジュ・ロシュグロス『サランボーと鳩』1893年

### 日本語訳
- 『フローベール全集 2　サラムボー』 田辺貞之助訳、筑摩書房、復刊1998年[3]
- 『フローベール　ポケットマスターピース 07』 笠間直穂子訳（抄訳）、集英社文庫ヘリテージシリーズ、2016年（堀江敏幸解説）
- フローベール『サラムボー』 中條屋進訳、岩波文庫（上・下）、2019年 - 電子書籍あり
- フロオベル『サラムボオ』 生田長江訳、「世界名作翻訳全集5」ゆまに書房、2004年 - 復刻版[4]